# Sebastiano Valenti
Sebastiano Valenti (falecido em 1553) foi um prelado católico romano que serviu como bispo de Terni (1520–1553).

## Biografia
A 5 de dezembro de 1520, Sebastiano Valenti foi nomeado pelo Papa Leão X como Bispo de Terni e serviu como Bispo de Terni até à sua morte em 1553.